# Francis Okoro
Francis Okoro (Imo, 7 agosto 1999) è un cestista nigeriano con cittadinanza statunitense.